# Steinweiler
Steinweiler là một đô thị thuộc huyện Germersheim, trong bang Rheinland-Pfalz, phía tây nước Đức. Đô thị Steinweiler có diện tích 11,88 km², dân số thời điểm ngày 31 tháng 12 năm 2006 là 1820 người.